# Naturschutzgebiet Gleyer
Das Naturschutzgebiet Gleyer ist ein 9,57 ha großes Naturschutzgebiet (NSG) nordöstlich vom Dorf Hardenberg in der Stadt Meinerzhagen im Märkischen Kreis in Nordrhein-Westfalen. Das NSG wurde 1937 als eines der ersten NSG's in Westfalen per Verordnung ausgewiesen. 2001 wurde das NSG vom Kreistag des Märkischen Kreises mit dem Landschaftsplan Nr. 6 Meinerzhagen erneut ausgewiesen. Das NSG besteht aus zwei etwa 200 m voneinander entfernt liegenden Teilflächen. Das Naturschutzgebiet Holbecke liegt nur von der Kreisstraße 4 getrennt an der kleineren östlichen Teilfläche.

## Gebietsbeschreibung
Bei dem NSG handelt es sich um eine Wacholderheiden und den dortigen Laubwald. Die Wacholderheide im NSG Gleyer ist Überrest einer ehemals größeren, nahezu den gesamten Gleyer überziehenden Wacholder-Bergheide. Im Zentrum der westlichen Fläche befindet sich eine offene Beerenstrauch-Heidefläche aus dominierender Besenheide und stetig beigesellten Heidelbeere und Preiselbeeren. Im südlichen Teilbereich ist in einer quelligen Hangmulde ein Pfeifengrasmoor mit Wollgras- und Torfmoosvorkommen ausgebildet. Der westliche Teil wird von einem z. T. niederwaldartigen Heidelbeer-Moorbirkenwald gebildet. Die zweite Teilfläche des NSG besteht aus einer Wacholder-Bergheide. Zahlreiche Überhälter der Baumarten Fichte, Kiefer und Eiche beschatten die Fläche stärker. Im Norden der Fläche gibt es Adlerfarnbestände. Der Strukturreichtum wird durch stehendes und liegendes Totholz erhöht. Im Südwestzipfel befindet sich ein älterer Eichen-Kiefernbestand.

## Schutzzweck
Das Naturschutzgebiet wurde zur Erhaltung und Entwicklung einer Wacholderheiden und des dortigen Laubwaldes und als Lebensraum seltener und gefährdeter Tier und Pflanzenarten ausgewiesen. Wie bei anderen Naturschutzgebieten in Deutschland wurde in der Schutzausweisung darauf hingewiesen, dass das Gebiet „wegen der landschaftlichen Schönheit und Einzigartigkeit“ zum Naturschutzgebiet wurde.